# NGC 6421
NGC 6421 – grupa gwiazd znajdująca się w gwiazdozbiorze Skorpiona. Odkrył ją John Herschel 3 sierpnia 1834 roku. Rozmiar obiektu podawany w większości źródeł to 45 minut kątowych. NGC 6421 jest jednak różnie klasyfikowana – jako chmura gwiazd Drogi Mlecznej, asteryzm, a A.L. Tadross w publikacji z 2011 roku twierdzi, że to gromada otwarta, podając jednocześnie rozmiar kątowy tylko 8', czyli najprawdopodobniej część gwiazd tej większej chmury czy asteryzmu stanowi gromadę otwartą. Gromada ta znajduje się w odległości ok. 4,9 tys. lat świetlnych od Słońca oraz 22,8 tys. lat świetlnych od centrum Galaktyki.